# フルーム (音楽家)
ハーリー・エドワード・ストレテン（Harley Edward Streten、1991年11月5日 - ）は、フルーム（Flume）の名で知られるオーストラリアの音楽プロデューサー、DJ。エレクトロニック・ミュージックのフューチャー・ベースをメインストリームに押し上げた先駆者とされている。
2012年のデビューアルバム『Flume』は、オーストラリアのアルバム・チャートで首位を獲得、ダブル・プラチナディスクに認定される。2作目のアルバム『Skin』（2016年）がグラミー賞で最優秀ダンス／エレクトロニック・アルバムを受賞、アルバムからの楽曲「Never Be like You」が最優秀ダンス・レコーディングにノミネートされたことで国際的な評価を得る。 2019年にはミックステープ『Hi This Is Flume』をリリースした。

## 生い立ち
フルームことハーリー・エドワード・ストレテン（Harley Edward Streten）は1991年11月5日にオーストラリアのシドニーで生まれた。父のグレン・ストレテン（Glen Streten）は映画プロデューサー・レコードプロデューサーで、母のリンダル（Lyndall）は園芸家で元教師だった。13歳の時に基本的な制作環境を手に入れ作曲を覚え、2010年には自身のイニシャルであるHEDSの名でハウスミュージックの制作を始めた。

## 経歴

### 2011年 - 2015年: Flume

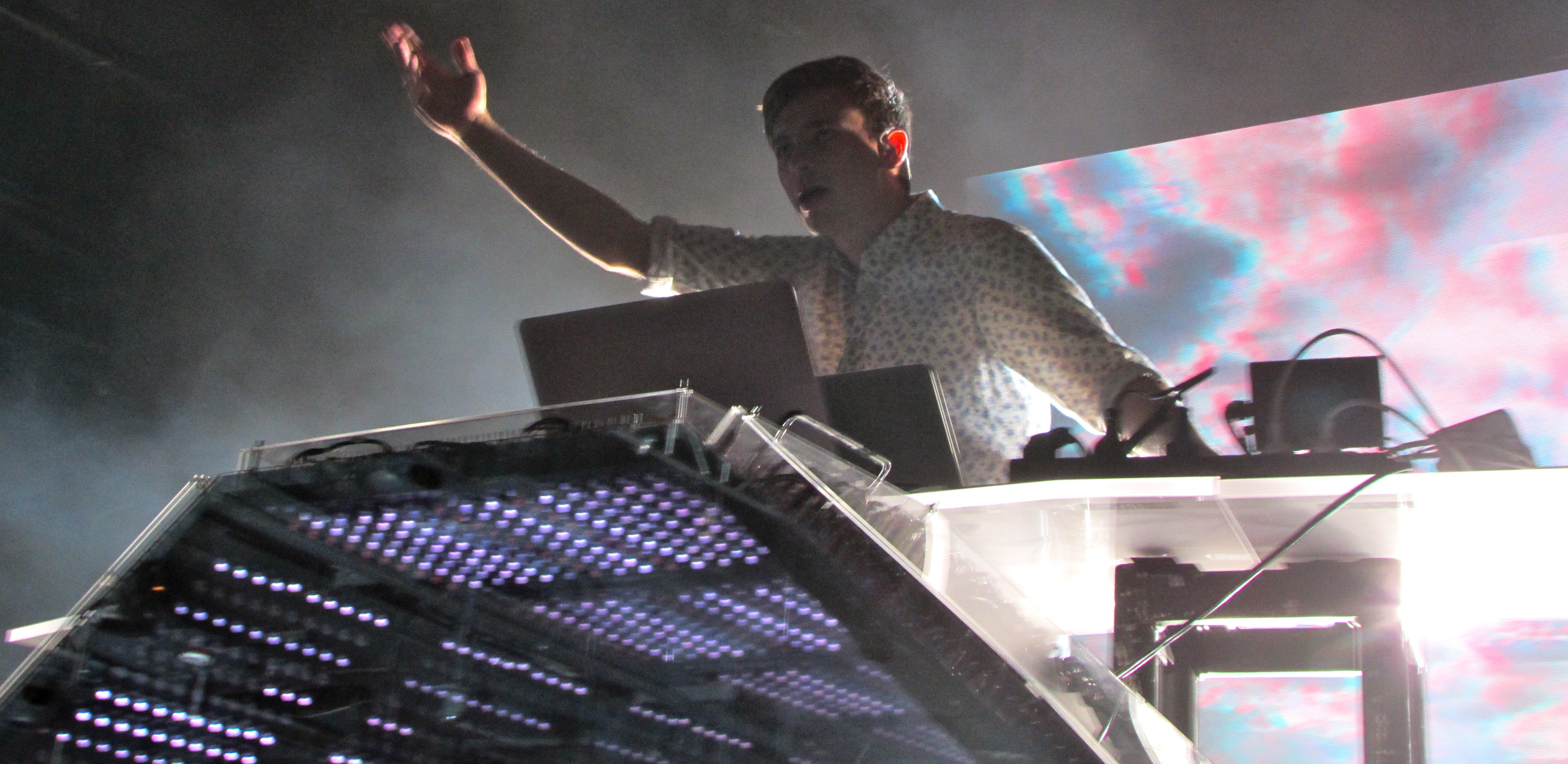
ライブでのフルーム（2014年）

Triple J Unearthedにアップロードした楽曲「Possum」が初めてラジオでプレイされ、2011年にはオーストラリアのレコードレーベルFuture Classicのコンペで2位を獲得し契約を勝ち取る。8月にフルームの名で「Sleepless」「Over You」「Paper Thin」の3曲入りのシングルをリリース。フルームという名はボン・イヴェールの楽曲「Flume」から付けられた。
フルームのデビューアルバム『Flume』は2012年11月9日にリリースされる。アルバムはロンドンへの旅行中にラップトップで制作された。アルバムにはフィーチャリング・アーティストとしてMoon Holiday、Jezzabell Doran、Chet Faker、T-shirtなどが参加している。
2013年2月、フルームはMom + Pop Musicと契約し、デビューアルバムを北米でリリースし、アメリカの批評家から高く評価される。アルバムの楽曲は次々とオーストラリアのチャートにランクインし、『Flume』はARIAチャートで1位を獲得した。
2013年4月から5月にかけて「Infinity Prism Tour」と題した初のオーストラリアツアーを開催、2014年には南米のロラパルーザやコーチェラなどの音楽フェスティバルを含むワールドツアーを行なった。
2011年に音楽プロデューサーのEmoh Insteadと共にWhat So Notを結成しデュオとして活動してきたが、2015年2月にグループからフルームが抜けたことが発表された。

### 2016年 - 2018年: Skin

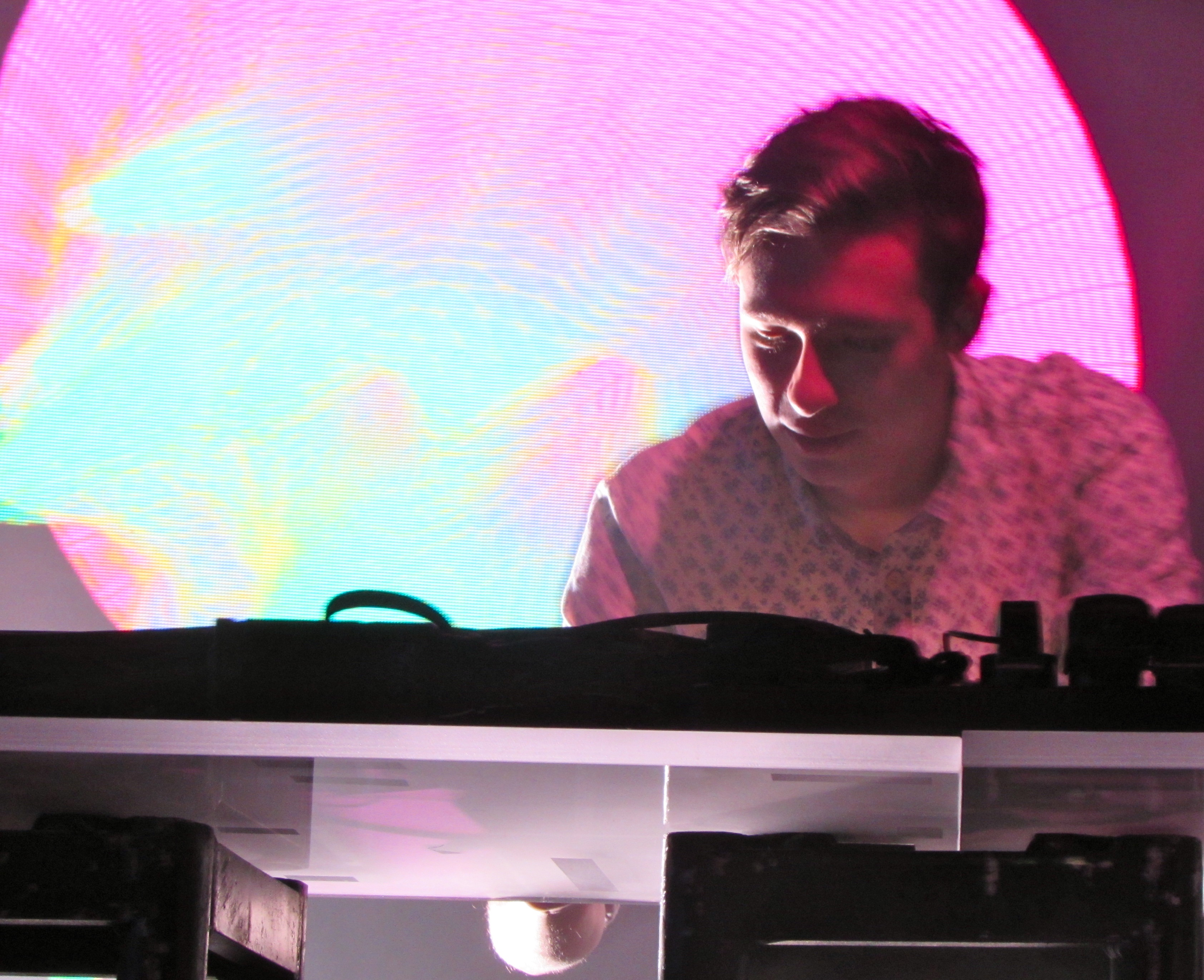
ライブでのフルーム（2014年）

2016年2月、ニューアルバムからのリードシングル「Never Be like You」がオーストラリアで1位を獲得し、フルームにとって初のナンバーワンソングとなった。その後この曲は世界的にヒットし、アメリカのBillboard Hot 100では最高20位を記録し、ダブルプラチナディスクに認定された。
2016年5月27日、フルームは2作目のスタジオアルバム『Skin』をリリースする。アルバムにはVic Mensa、Allan Kingdom、Raekwon、Little Dragon、AlunaGeorge、MNDR、Beckなどが参加した。 アルバムは批評家から好意的に評価され、ARIAミュージック・アワードではアルバム・オブ・ザ・イヤー、最優秀男性アーティストを含む8つの賞を受賞した。さらに、グラミー賞で最優秀ダンス／エレクトロニック・アルバムを受賞、シングル「Never Be like You」は最優秀ダンス・レコーディング賞にノミネートされ、フルームは世界的な知名度を獲得することになる。
2016年11月に「Skin Companion EP 1」、2017年2月には「Skin Companion EP 2」と題した2枚のEPをリリースする。2016年にはAlunaGeorgeの楽曲「I Remember」を、翌2017年にはLordeの「The Louvre」、Vince Staplesの「Yeah Right」をプロデュースした。

### 2018年 - 現在: Hi This Is Flume

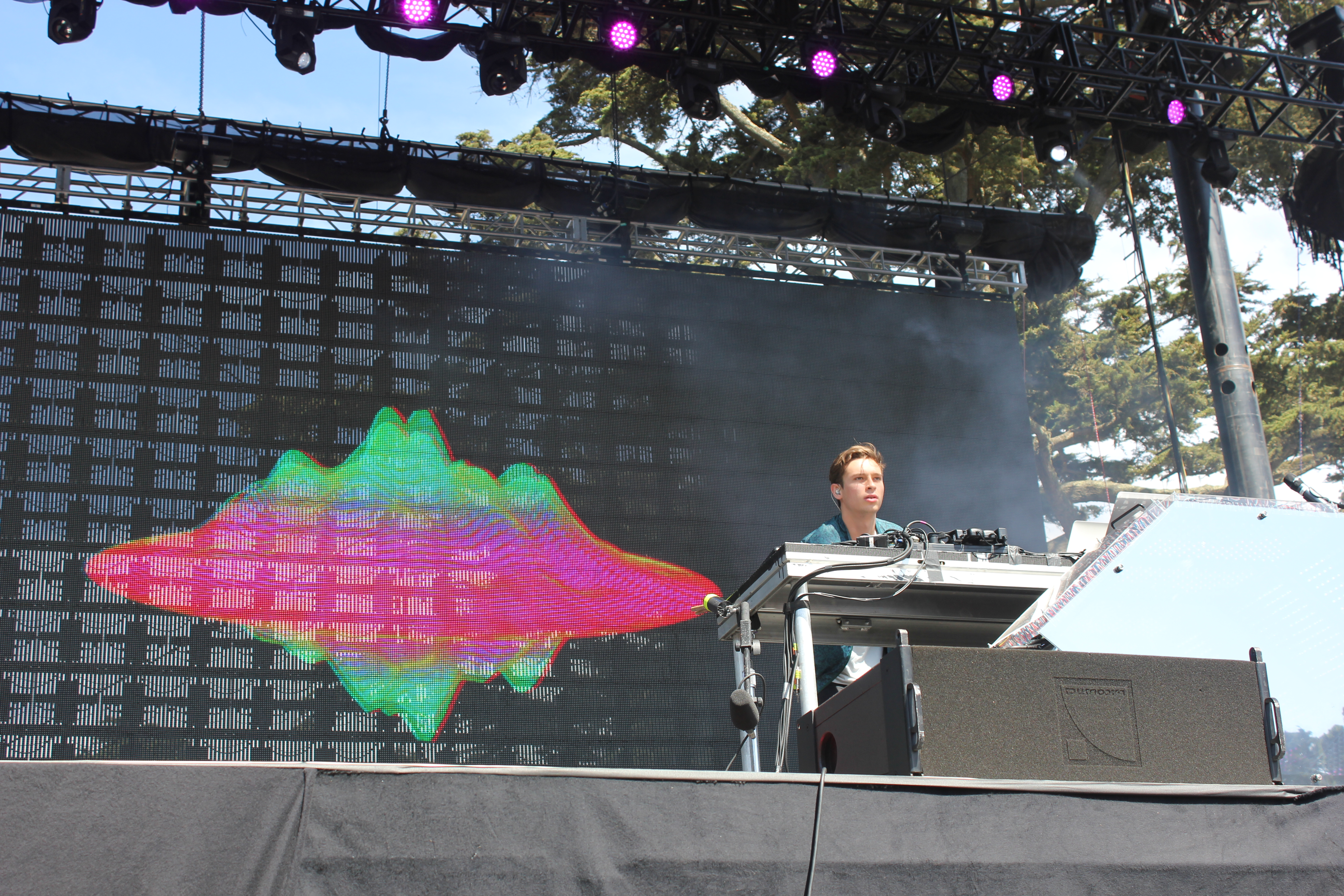
Outside LandsでのDJ（2014年）

2019年3月20日、フルームはミックステープ『Hi This Is Flume』を突如リリースした。ミックステープにはKUČKA、EPROM、JPEGMafia、SOPHIE、HWLS、slowthaiが参加しており、17曲38分のフルアルバムに相当する作品だった。
ミックステープの制作は前作のツアーが2018年1月に終了した後にスタートした。フルームは「あまりにも一生懸命に働いている」ために「音楽とツアーが嫌いになった」「少しの間は普通の生活をする必要があった」と述べている。ミックステープの制作中、フルームは「自分のルーツに戻るためには、より実験的なサウンドのレコードを作る必要がある」と感じていた。フルームは『Hi This Is Flume』の制作は前作よりもはるかに困難だったと明かしている。リスナーに「より左翼的なエレクトロニック・ミュージック」を紹介したかったため、Slowthai、JPEGMafia、Eprom、Sophieなどのアーティストが制作に招かれることになる。
ミックステープは批評家から好意的に評価され、第62回グラミー賞で最優秀ダンス／エレクトロニック・アルバム賞にノミネートされた。

## ディスコグラフィ
- Flume（2012年）
- Skin（2016年）
- Hi This Is Flume（2019年）

## 来日公演
- 2015年
  - 7月24日 新潟 苗場スキー場 Fuji Rock Festival
- 2017年
  - 12月5日 大阪 Zepp なんば大阪
  - 12月6日 東京 マイナビ BLITZ 赤坂
- 2019年
  - 8月17日 大阪 舞洲スポーツアイランド SUMMER SONIC OSAKA
  - 8月18日 千葉 幕張メッセ SUMMER SONIC TOKYO